# Tereza Fišerová
Tereza Fišerová (Roudnice nad Labem, 23 de febrero de 1998) es una deportista checa que compite en piragüismo en la modalidad de eslalon.
Ganó diez medallas en el Campeonato Mundial de Piragüismo en Eslalon entre los años 2015 y 2023, y once medallas en el Campeonato Europeo de Piragüismo en Eslalon entre los años 2015 y 2024.
En los Juegos Europeos de Cracovia 2023 consiguió tres medallas, oro en C1 por equipos, plata en K1 por equipos y bronce en K1 individual.
Participó en dos Juegos Olímpicos de Verano, en los años 2020 y 2024, ocupando el sexto lugar en Tokio 2020, en la prueba de C1 individual.

## Palmarés internacional
| Campeonato Mundial | Campeonato Mundial             | Campeonato Mundial | Campeonato Mundial |
| Año                | Lugar                          | Medalla            | Competición        |
| ------------------ | ------------------------------ | ------------------ | ------------------ |
| 2015               | Londres (Reino Unido)          | Medalla de plata   | C1 por equipos     |
| 2017               | Pau (Francia)                  | Medalla de plata   | C1 individual      |
| 2017               | Pau (Francia)                  | Medalla de bronce  | C1 por equipos     |
| 2018               | Río de Janeiro (Brasil)        | Medalla de plata   | C1 por equipos     |
| 2018               | Río de Janeiro (Brasil)        | Medalla de bronce  | C1 individual      |
| 2019               | Seo de Urgel (España)          | Medalla de oro     | C2 mixto           |
| 2019               | Seo de Urgel (España)          | Medalla de bronce  | C1 por equipos     |
| 2021               | Bratislava (Eslovaquia)        | Medalla de oro     | C1 por equipos     |
| 2022               | Augsburgo (Alemania)           | Medalla de oro     | C1 por equipos     |
| 2023               | Londres (Reino Unido)          | Medalla de plata   | C1 por equipos     |
| Juegos Europeos    |                                |                    |                    |
| Año                | Lugar                          | Medalla            | Competición        |
| 2023               | Cracovia (Polonia)             | Medalla de oro     | C1 por equipos     |
| 2023               | Cracovia (Polonia)             | Medalla de plata   | K1 por equipos     |
| 2023               | Cracovia (Polonia)             | Medalla de bronce  | K1 individual      |
| Campeonato Europeo |                                |                    |                    |
| Año                | Lugar                          | Medalla            | Competición        |
| 2015               | Markkleeberg (Alemania)        | Medalla de plata   | C1 por equipos     |
| 2017               | Tacen (Eslovenia)              | Medalla de plata   | C1 individual      |
| 2017               | Tacen (Eslovenia)              | Medalla de bronce  | C1 por equipos     |
| 2019               | Pau (Francia)                  | Medalla de bronce  | C1 por equipos     |
| 2020               | Praga (República Checa)        | Medalla de oro     | C1 por equipos     |
| 2020               | Praga (República Checa)        | Medalla de plata   | C1 individual      |
| 2021               | Ivrea (Italia)                 | Medalla de plata   | C1 individual      |
| 2022               | Liptovský Mikuláš (Eslovaquia) | Medalla de oro     | K1 extremo         |
| 2022               | Liptovský Mikuláš (Eslovaquia) | Medalla de bronce  | C1 individual      |
| 2022               | Liptovský Mikuláš (Eslovaquia) | Medalla de bronce  | C1 por equipos     |
| 2024               | Tacen (Eslovenia)              | Medalla de bronce  | K1 por equipos     |